# Touch (album de Sarah McLachlan)
 (octobre 2023).
Si vous disposez d'ouvrages ou d'articles de référence ou si vous connaissez des sites web de qualité traitant du thème abordé ici, merci de compléter l'article en donnant les références utiles à sa vérifiabilité et en les liant à la section « Notes et références ».
Pour les articles homonymes, voir Touch.
Touch est un album de Sarah McLachlan sorti en 1988, produit par Greg Reely, édité par Arista Records - Nettwerk - BMG

## Liste des plages
- Out Of The Shadows
- Vox
- Strange World
- Trust
- Touch
- Steaming
- Sad Clown
- Uphill Battle
- Ben's Song
- Vox (extended)

## Liste des plages de "Touch" première édition
(aussi connu sous le nom de Limited Canadian Release (pochette noire))
- Out of the Shadows
- Steaming
- Strange World
- Touch
- Vox
- Sad clown
- Uphill Battle
- Ben's Song
- Vox (Extended Remix)

Ces deux albums sont en fait très différents, les chansons n'étant pas les mêmes et certaines versions des chansons apparaissant sur les deux albums sont différentes.